# رينيه تشن
رينيه تشن (بالصينية: 陈嘉唯) هي كاتبة غنائية ومغنية صينية، ولدت في 2 يوليو 1985 في تايبيه في تايوان.

## وصلات خارجية
- رينيه تشن على موقع ميوزك برينز (الإنجليزية)